# Plesiochrysa hainana
Plesiochrysa hainana är en insektsart som först beskrevs av C.-k. Yang och X.-k. Yang 1991.  Plesiochrysa hainana ingår i släktet Plesiochrysa och familjen guldögonsländor. Inga underarter finns listade i Catalogue of Life.